# Годе
Годе (амх. ጎዴ, сом. Godet) — місто на південному сході Ефіопії, у регіоні Сомалі. Входить до складу зони Годе.

## Історія
Під час Огаденської війни (1977—1978 років) місто перебувало під окупацією сомалійських військ.
У період з 1992 по 1994 роки Годе виконував функцію адміністративного центру регіону Сомалі.

## Географія
Місто знаходиться в південній частині регіону, на лівому березі річки Вебі-Шабелле, на висоті 249 метрів над рівнем моря.
Годе розташований на відстані приблизно 385 кілометрів на південний схід (SSE) від Джиджиги, адміністративного центру регіону, та на відстані приблизно 615 кілометрів на південний схід від Аддис-Абеби, столиці країни.